# Zeche Java
Die Zeche Java ist ein ehemaliges Steinkohlenbergwerk in Duisburg-Neuenkamp. Das Bergwerk wurde nach der Besitzerin der Eisenhütte Vulcan auch Zeche Vulcan genannt. Das Bergwerk gehörte zum Bergamtsbezirk Essen.

## Bergwerksgeschichte
Ab dem Jahr 1854 wurden insgesamt sechs Tiefbohrungen erstellt. Im Jahr 1856 wurden sechs Geviertfelder verliehen, dies waren die Geviertfelder Maria (Marie), König von Preußen, Victoria II, Sophia, Silistria und Java. Die Berechtsame umfasste eine Fläche von etwa sechs Quadratkilometern. Im selben Jahr wurde begonnen, einen Tiefbauschacht im Feld Java zu teufen. Im Jahr 1857 mussten die Teufarbeiten bei einer Teufe von 15 Lachtern eingestellt werden. Es war zu Wasserzuflüssen von 80 Kubikfuß pro Minute gekommen. Um diese Wassermassen abpumpen zu können, mussten zunächst die erforderlichen Maschinen installiert werden. Im selben Jahr kam es im Schacht zu einem Schwimmsandeinbruch. Im Jahr 1858 wurde der Schacht von einem englischen Unternehmer zwei Lachter tiefer geteuft. Im selben Jahr kam es um den Schacht zu Senkungen an der Tagesoberfläche und zu Einstürzen und Brüchen Übertage. Dies führte letztendlich dazu, dass das Maschinengebäude über dem Schacht zerstört wurde. Außerdem kam es zum Aufquellen der Schachtsohle, die Aufquellungen waren schneller als der Teuffortschritt. Die Bergwerksbetreiber planten nun, einen neuen Schacht durch einen englischen Unternehmer abteufen zu lassen.
Bei einer Teufe von 37,3 Metern wurde der Schacht im Jahr 1859 aufgegeben. Noch im selben Jahr wurde 15 Lachter südlich des alten Schachtes ein neuer Schacht angesetzt. Der Schacht wurde von einem englischen Unternehmer abgeteuft. Dieser teufte ihn mittels eiserner Küvelage einige Fuß in den Kies des Rheintales bis in die losen Schichten des jüngeren Gebirges. Allerdings waren die Arbeiten nicht zufriedenstellend. Am 11. Januar des Jahres 1859 wurde das Geviertfeld Java erneut verliehen. Im darauffolgenden Jahr blieb auch der neu angesetzte Schacht bei einer Teufe von 40,8 Metern stecken. Grund für den Teufstopp war das Eindringen von Schwimmsand. Der Schacht konnte ebenfalls das Karbon nicht erreichen und die Zeche Java wurde aus diesem Grund stillgelegt. Ab diesem Zeitpunkt fand auf dem Bergwerk kein weiterer Betrieb statt. Im Jahr 1865 wurde ein Plan zur erneuten Betriebsaufnahme beschlossen. Im darauffolgenden Jahr wurde die Gesellschaft aufgelöst. In den Jahren 1868 und 1872 wurde eine Planung zur Wiederaufnahme des Teufbetriebs erarbeitet. Im Jahr 1910 wurde drei Tiefbohrungen erstellt. Im Jahr 1911 wurde die Berechtsame an die Zeche Diergardt abgegeben und noch im selben Jahr kam es zur Konsolidation zur Zeche Diergardt II. Im Jahr 1912 wurde von der Gewerkschaft Diergardt II begonnen, an der gleichen Stelle des alten Schachtes einen neuen Schacht zu teufen. Der Schacht wurde kurz nach dem Teufbeginn umbenannt in Schacht Franz Ott (Schacht 3).